# Nathan Trott
Nathan Trott, né le 21 novembre 1998 aux Bermudes, est un footballeur anglais qui évolue au poste de gardien de but à Cardiff City, en prêt du FC Copenhague.

## Biographie

### En club
Le 24 juin 2019, il est prêté à AFC Wimbledon.
L'AS Nancy-Lorraine annonce son arrivée en prêt le 22 juillet 2021. Il y pallie le départ de Martin Sourzac pour concurrencer Baptiste Valette. Sa première apparition sous le maillot nancéien s'avère très difficile, encaissant un but dans la première minute pour une défaite finale 4 à 0 lors de la réception de Toulouse (2e journée). Après une défaite 4-0 face à Toulouse (20e journée) puis 6-1 face à Valenciennes (21e journée), il prend place sur le banc au profit de Baptiste Valette. Sous les ordres d'Albert Cartier, il perd sa place de titulaire, ne disputant que 7 matchs de championnat sur la phase retour. Au terme de la saison, Nancy termine dernier du championnat et est relégué en National 1 avec la pire défense du championnat (69 buts encaissés). 

### En sélection
Il dispute le championnat d'Europe des moins de 19 ans en 2017 avec l'équipe d'Angleterre de cette catégorie. Il ne joue aucun match au cours de cette compétition, que l'Angleterre remporte en battant le Portugal en finale.

## Palmarès

### En sélection nationale
- Vainqueur du championnat d'Europe des moins de 19 ans en 2017.